# Един Ајдиновић
Един Ајдиновић (Београд, 7. јуна 2001) српски је фудбалер.

## Статистика

### Клупска
Ажурирано 22. фебруара 2024.
|          |          |                  |    |   |   |   |   |   |    |   |    |   |  |  |
| Вождовац | 2019/20. | Суперлига Србије | 4  | 0 | — | — | — | — | —  | — | 4  | 0 |  |  |
| Вождовац | 2020/21. | Суперлига Србије | 30 | 2 | 2 | 0 | — | — | —  | — | 32 | 2 |  |  |
| Вождовац | 2021/22. | Суперлига Србије | 28 | 0 | 1 | 0 | — | — | —  | — | 29 | 0 |  |  |
| Вождовац | 2022/23. | Суперлига Србије | 28 | 1 | 1 | 0 | — | — | —  | — | 29 | 1 |  |  |
| Вождовац | Укупно   | Укупно           | 90 | 3 | 4 | 0 | — | — | —  | — | 94 | 3 |  |  |
|          |          |                  |    |   |   |   |   |   |    |   |    |   |  |  |
| ИМТ      | 2023/24. | Суперлига Србије | 2  | 0 | 0 | 0 | — | — | —  | — | 2  | 0 |  |  |
|          |          |                  |    |   |   |   |   |   |    |   |    |   |  |  |
| Каријера | 92       | 3                | 4  | 0 | — | — | — | — | 96 | 3 |    |   |  |  |
|          |          |                  |    |   |   |   |   |   |    |   |    |   |  |  |

### Утакмице у дресу репрезентације
| Репрезентација Србије у узрасту до 21 године старости | Репрезентација Србије у узрасту до 21 године старости | Репрезентација Србије у узрасту до 21 године старости | Репрезентација Србије у узрасту до 21 године старости | Репрезентација Србије у узрасту до 21 године старости | Репрезентација Србије у узрасту до 21 године старости | Репрезентација Србије у узрасту до 21 године старости | Репрезентација Србије у узрасту до 21 године старости | Репрезентација Србије у узрасту до 21 године старости | Репрезентација Србије у узрасту до 21 године старости |
| #                                                     | Датум                                                 | Такмичење                                             | Локација                                              | Домаћин                                               | Резултат                                              | Гост                                                  | Гол                                                   | Реф.                                                  |                                                       |
| ----------------------------------------------------- | ----------------------------------------------------- | ----------------------------------------------------- | ----------------------------------------------------- | ----------------------------------------------------- | ----------------------------------------------------- | ----------------------------------------------------- | ----------------------------------------------------- | ----------------------------------------------------- | ----------------------------------------------------- |
| 1.                                                    | 7. јун 2022.                                          | Квалификације за Европско првенство                   | Стадион у Клаксвику                                   | Фарска Острва                                         | 1 : 1                                                 | Србија                                                |                                                       | [ 12 ]                                                |                                                       |
| 1                                                     | Укупан број утакмица и постигнутих погодака           | Укупан број утакмица и постигнутих погодака           | Укупан број утакмица и постигнутих погодака           | Укупан број утакмица и постигнутих погодака           | Укупан број утакмица и постигнутих погодака           | Укупан број утакмица и постигнутих погодака           | 0                                                     | [ 13 ]                                                |                                                       |